# Klevaň
Klevaň je městys (ukrajinsky selyšče) v Rovenském rajónu, v Rovenské oblasti, na Ukrajině. Je zde železniční stanice na trati Rovno – Kiverci. Obec se nachází na břehu řeky Stubla (přítok řeky Horyň). Klevaní prochází dálnice H22 celostátního významu.

## Historie
Osada Klevaň podle historiků existovala již ve 12. století pod názvem Kolyvaň (kolyvaň je název velkých vah, na kterých se vážil dobytek). Klevaň byl postaven na vysokém pravém břehu řeky Stubly, podél níž procházela od roku 1793 a ještě nějakou dobu poté polsko-ruská hranice.
V písemných pramenech je Klevaň poprvé zmíněn v roce 1458 jako majetek knížete Michala Vasiljeviče Čartoryjského.

## Pamětihodnosti
- Zámek Klevaň
- Kostel Zvěstování Panny Marie

## Příroda
- Klevaňský Park je objekt fondu přírodní rezervace Rovenského rajónu. Rozloha je 7 hektarů. Status byl udělen za účelem zachování starobylého parku. Hlavním druhem jsou duby různého stáří, mezi nimiž jsou stromy, cca. 250-300 let.

## Osobnosti
- Kazimierz Florian Čartoryjský, primas polský a litevský, narodil se zde

## Galerie

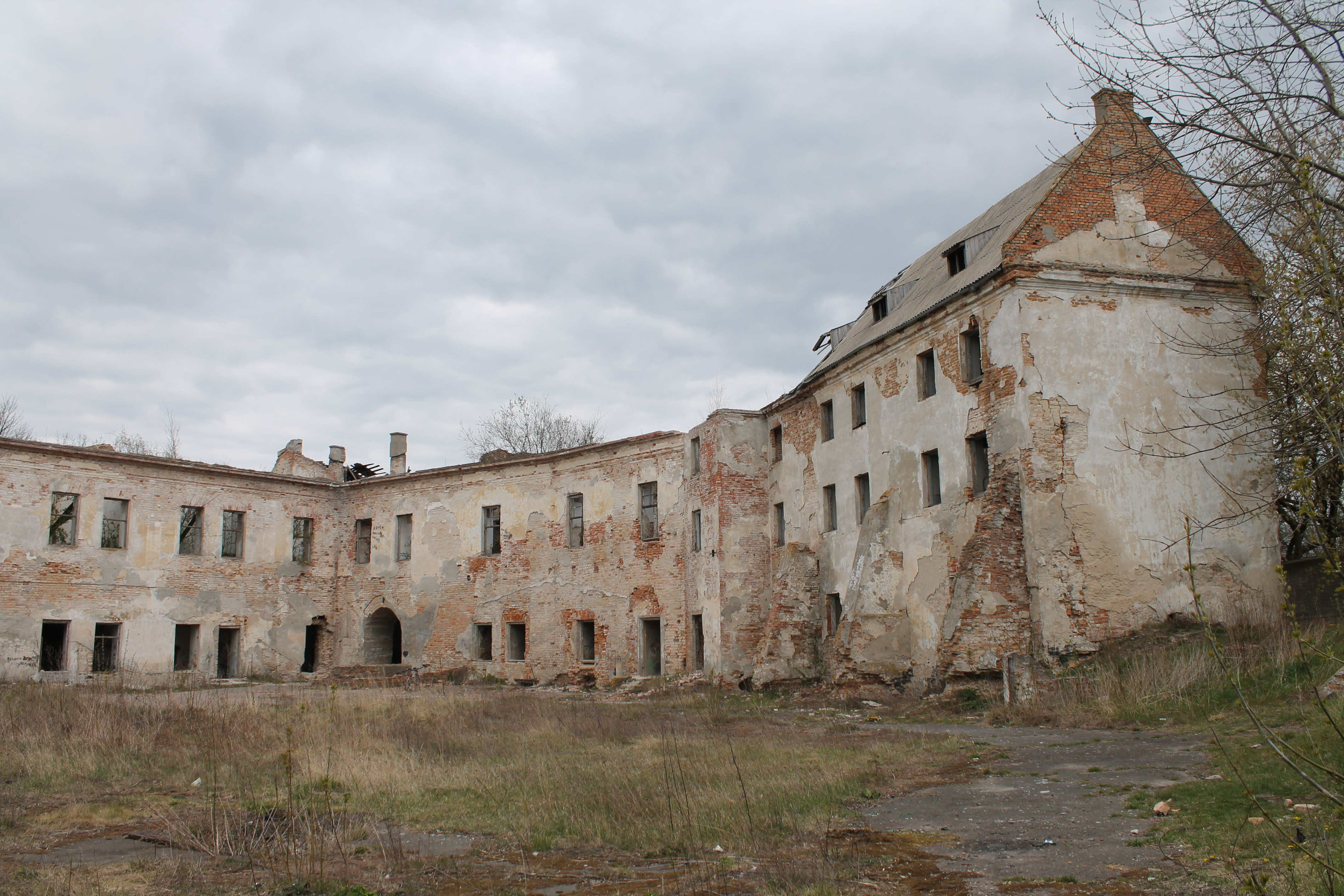
Ruiny zámku Klevaň
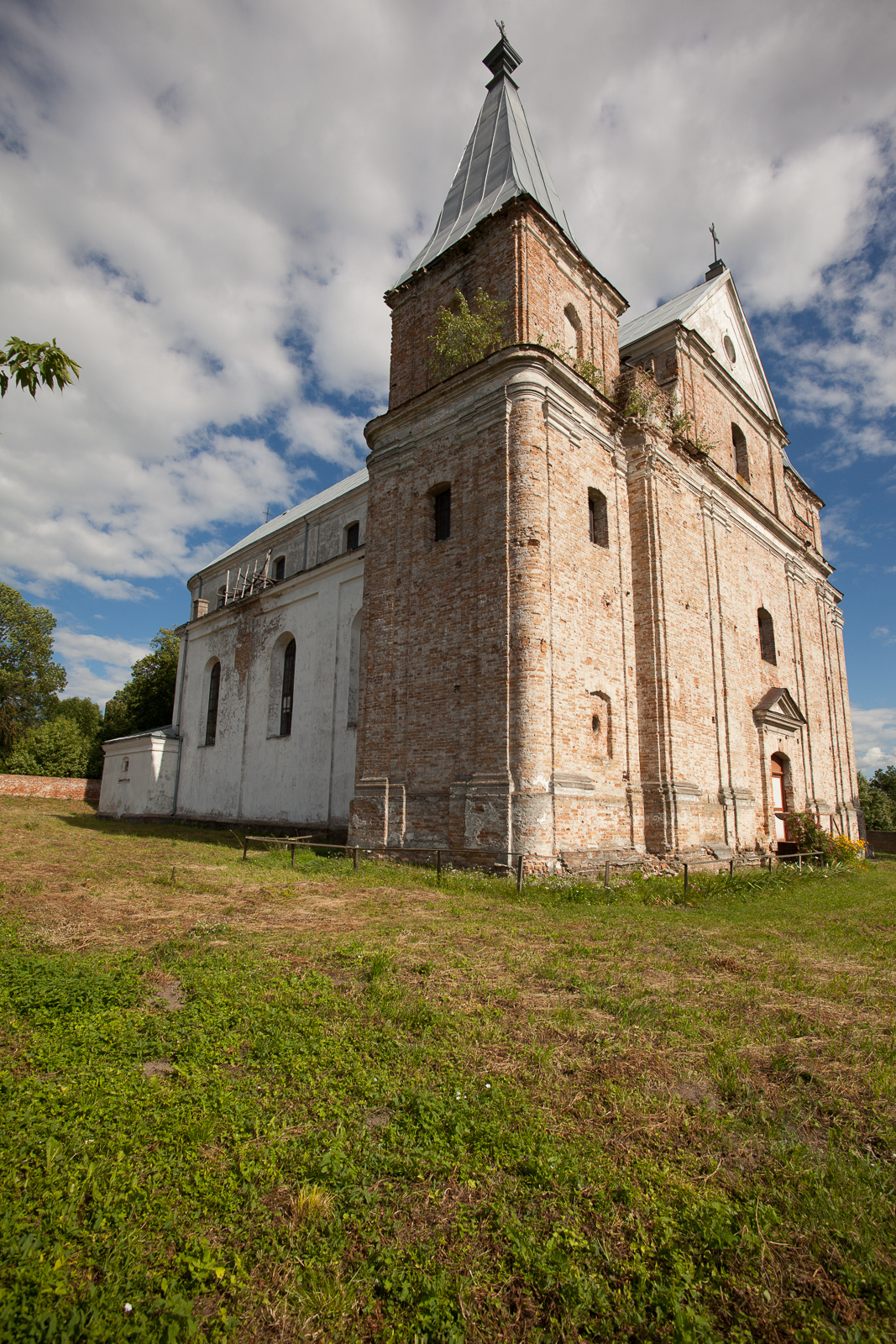
Kostel Zvěstování Panny Marie
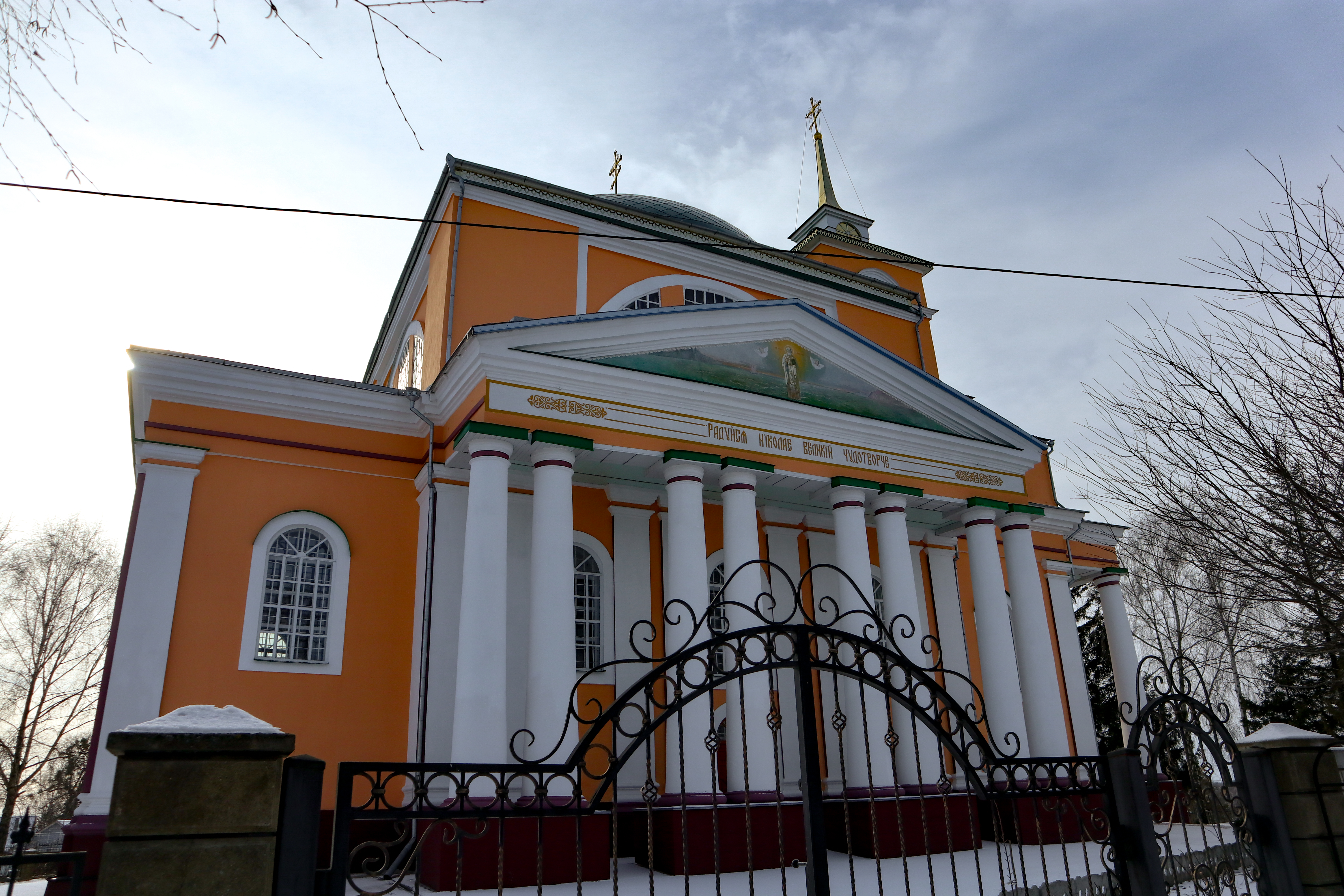
Chrám sv. Mikuláše
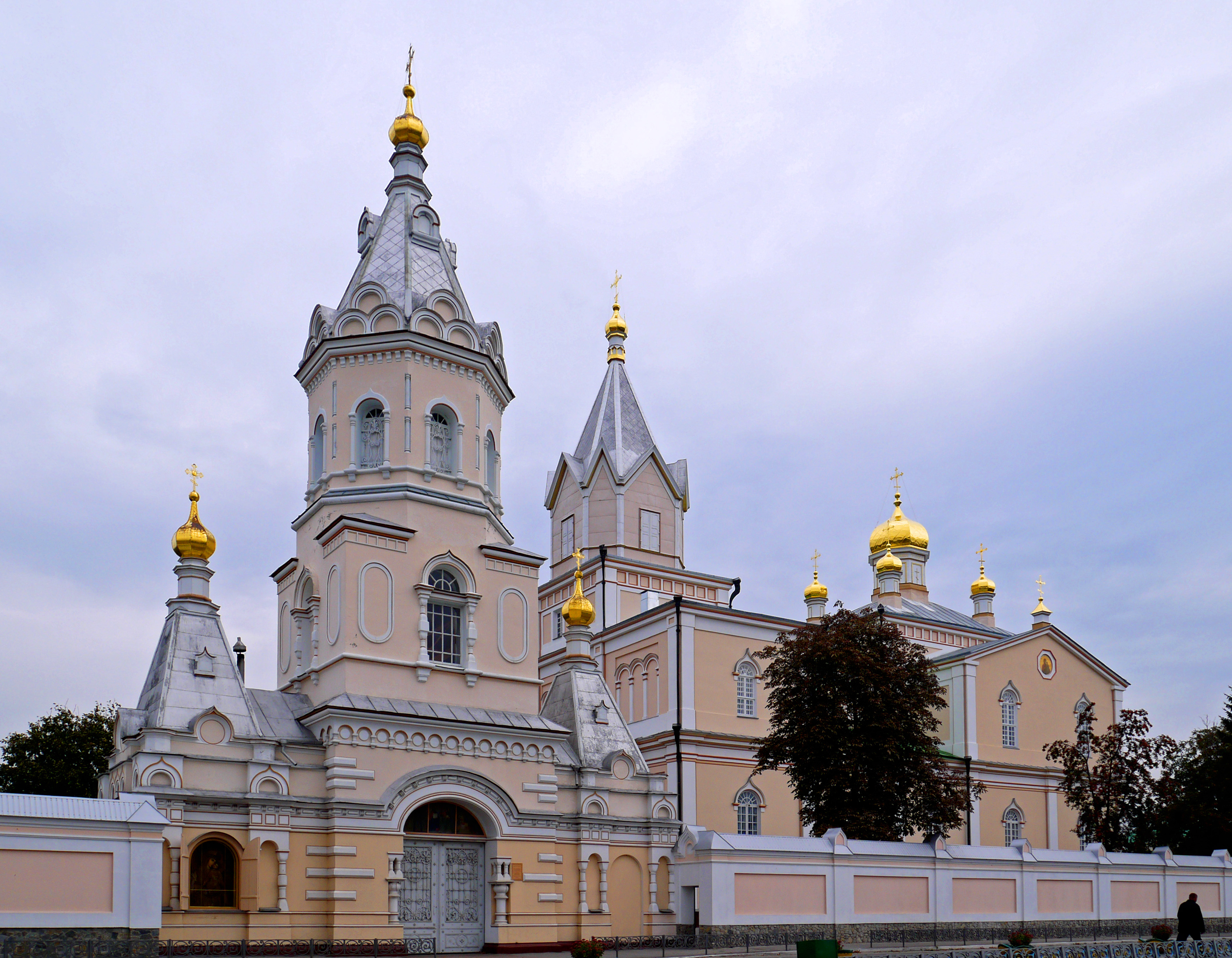
Klášter